# 冈村宁次
冈村宁次（日语：／ Okamura Yasuji，1884年5月15日—1966年9月2日），日本陆军军人，大東亞戰爭時期支那派遣军总司令官（1944年11月 - 二战结束）。历任华北方面军司令官，第11军军长等，官至勋一等功一级陆军大将。父亲冈村宁永曾任职于江户幕府。第一任妻子是星野理枝，后因故过世；第二任妻子是贵族院议员加藤宇兵卫的女儿。陆军三羽烏之一。

## 生平

### 早年经历
1884年出生于东京，1897年小学毕业，进入东京专门学校中学部。
1898年转入东京陆军幼年学校，后升入陆军中央幼年学校，1903年毕业。
1904年10月以第16期毕业于日本陆军士官学校，同期毕业有板垣征四郎、土肥原贤二和安藤利吉，是在士官學校比何應欽（第二十二期畢業生）高五期的學長:167-168，同年11月任步兵少尉，步兵第1联队补充副队长。
1905年4月，冈村宁次在步兵第四十九联队，作为新编第十三师团的一个小队长参加日俄战争桦太岛（即库页岛）战役。其后驻扎在日本侵占的朝鲜。1907年至1910年的3年间，任日本陆军士官学校学生队中尉副队长。因为他在军校时的学习方向为中国研究，在学生队中负责中国留学生的教育。
1910年12月，被推荐进入日本陆军大学。在学校中升为大尉，并于1913年11月以第25期第8名的成绩毕业。27岁娶星野理枝。次年10月得子冈村忠正。毕业后回到步兵第1联队任中队长。
1914年8月，调任参谋本部外国战史处。
1915年2月，被日军参谋本部派到青岛搜集日德作战史资料（日本1914年占领德国在山东的殖民势力范围）。作为驻北京人员，有6年的工作经验。
1921年6月，被陆军省选派与土肥原贤二等人赴欧美考察，在英国、法国、瑞士、德国停留，会见当年的学友东条英机、山下奉文等年輕軍官，畅谈刷新日本陸軍人事、改革軍制、陸軍現代化及確立國家總動員體制擁立、早期解決滿蒙問題。之后，缔结了“巴登巴登盟约”，结成了日后在军界政坛的盟友集团，他与永田铁山、小畑敏四郎并称为“三羽乌”:52。到了昭和时代，这些人正式成立了“二叶会”，而後與木曜會會員共同成立“一夕会”。
1922年2月归国，就任步兵第14连队大队长。1923年驻上海。在1920年代初期，受孙传芳聘请任军事顾问。在此期间，取得江浙、华中中部一带的军用地图。日后，日军在武汉作战所用地图大部分就是此次获取的。
1927年7月，任日本陆军步兵第6联队大佐联队长，在山东济南惨案时奉命率部支援暂驻青岛。
1928年，回国调任参谋本部国内战史课课长。1929年8月，陆军省人事局补任科长，在人事局任职期间参与了三月事件。在这个事件中，以陆军大臣宇垣一成为首的一批军官，试图建立军事政权，在过程中使用了暴力手段。

### 二戰期间
1932年2月，任上海派遣军副参谋长。8月，任关东军副参谋长。
1933年1月长城抗战爆发。2月，兼任驻满洲国驻在陆军武官。5月31日，与国民政府军全权代表熊斌签订了《塘沽协定》:592-593。
1935年3月，回歸參謀本部，任参谋本部第二部长。10月26日，岡村寧次抵達廣州，分別訪晤李宗仁、陳濟棠，就中日邦交問題交換意見，並對航空、廣東貿易、中日「經濟提攜」等問題作具體研究:4987。
1936年3月，以陆军中将的身份补任第2师团师团长。
1937年4月重新部署到中国东北地区。7月，卢沟桥事变发生，中日全面战争爆发。
1938年6月，任新建立的第11军司令官:501。第11军统辖有7个师团和1个独立混成旅团，这些下属部队被编入华中派遣军，参加了武汉会战。8月1日，冈村宁次下达进攻命令，用第6、第9、第27共3个师团沿江而上，在海空军的支援下，突破田家镇要塞，击退沿途的张发奎、李品仙两兵团，最终占领武汉。在此期间，其指挥的第106師團孤軍深入到江西九江德安縣萬家嶺地區，被中国第九战区薛岳指挥部队在万家岭地区围攻13晝夜，日军损失1.4万。
1939年5月，冈村宁次发起随枣会战。9月17日，發起第一次长沙会战。9月19日，日軍沿新牆河對中國軍隊發起進攻，9月23日將國軍逐出新牆河地區，其第6師團及第13師團在炮火支援下渡河及沿汨羅江向南推進。中國軍隊向南撤退以吸引日軍，同時其增援部隊到達東西兩翼以實施包圍，9月29日日軍到達長沙外圍，但未能攻佔該城，至10月14日，日军全线撤退:322。
1940年，在進攻漢口之後，與張自忠在漢水東岸之戰相對峙下來，那時張自忠給岡村一封信，寫着他想看日本的「文藝春秋」，岡村立即答應他，並互約送到衛兵站崗線，岡村親自將「文藝春秋」送到中國方面第一線，張自忠亦每月自帶衛兵來取，他們就這樣按月向漢口送「文藝春秋」:163。後來戰事爆發，張自忠揮兵渡河，進入日方陣地，惟遇日方因戰略關係向前進擊，張自忠衝至日軍後面而戰死，令岡村感慨無量，因岡村本身也隨時有陣亡之危險:164。
1941年4月，授衔陆军大将。同年7月，任华北方面军司令官:12。 岡村任司令官期间，根据“滅共愛民”的理念:286，于11月发布“烧光、杀光、抢光”的“三光”政策，并制造“无人区”:151-170。冈村彻底停止了在军内的风纪执法，使得放火、杀人、抢劫行为常态化，华北方面军的纪律进一步崩坏，直到1943年才有所收敛。
1942年5月，冈村宁次针对八路军冀中根据地发起“五一大扫荡”，冀中八路军主力被迫转出，根据地几乎全部毁灭:137。同时，向八路军总部所在地太行山区发动大扫荡，八路军副参谋长左权阵亡:138。这一时期，中共解放區人口由1億降至5千萬，八路军由40万降至30万:695。
1944年指挥大陆打通作战的河南地区部分，击溃湯恩伯在河南省的大军，打通了平汉线之河南至武汉段:841。8月，任第6方面军司令官，指挥桂柳会战，一路占领广西，打通湘桂铁路，最後打到贵州省独山，震动重庆:1032-1033。11月，任中国派遣军总司令官，统辖日军在中国大陆的所有部队，兵力为100万左右。在中国大陆，已经获取了武汉三镇、广东，再发起攻势就很困难了，所以大本营决定部队直接驻扎在所在地。
1945年，冈村宁次曾提出进攻重庆，以应对美军登陆的计划，但被大本营否决:458。1月，从衡阳南下的日军与从广州北上的日军打通了粤汉铁路:58-59。2月以後，盟軍正逐步逼近日本本土，於是為了消滅美軍在中國的飛機場以維持大陸交通線的通暢並早日結束中日戰爭以集中全力於本土防衛，3月起日軍先後發動豫西鄂北会战和湘西会战:1034。在河南，日本軍於3月下旬從豫中會戰之後的防線以東向西發動攻擊，其前鋒一直衝到西峽口。在湖北，3月日本軍向西北部發動攻擊，於4月8日攻陷老河口:559；之後國民政府軍隨即發動反攻，收復了除老河口之外所有被日軍佔領的地區。4月9日，日军发动湘西會戰，但是在中国军队抵抗之下，遭受挫敗，退回原陣地:1035。

### 二战结束后
1945年8月初，收到了其他国家的电台有关日本即将投降的消息。8月11日，收到了大本营核心内容为“即将接受《波茨坦公告》”的电报，但冈村不希望投降，因其指挥的中国派遣军的兵力还基本完整。8月14日，冈村上奏天皇，要求拒绝公告，继续进行抵抗作战。日本国内继续进行作战的呼声也很强烈，此时冈村上奏天皇，使得他被视为秉持“继续作战”观念的人的首领。8月15日，昭和天皇表示已经决定接受《波茨坦公告》。通过电报得知这个消息后，岡村改变了想法，表示“承詔必謹”，严格地命令下级官员和士兵遵从投降的命令。8月16日，蔣介石致電日本中國派遣軍總司令官岡村寧次:234：「急：南京日軍駐華最高指揮官岡村寧次將軍電：
一、日軍政府已正式宣佈無條件投降。
二、該指揮官即通令所屬日軍停止一切軍事行動，並派代表至玉山（浙江玉山機場）接受中國陸軍總司令何應欽將軍之命令。
三、軍事行動停止後，日軍可暫保有其武裝及裝備，保持現有態勢，並維持其所在地之秩序及交通，聽候中國陸軍總司令何應欽將軍之命令。
四、所有飛機及船艦應停留在現地點，但長江內之船艦應集中在宜昌、沙市。
五、不得破壞任何設備及物資。
六、以上各項命令之執行，該指揮官及所屬官員，均應負個人之責任，並迅速答覆為要。」:2358月17日下午5時32分，蔣介石接獲岡村寧次之覆電如下:235：「中國戰區最高統帥蔣中正閣下：
中華民國三十四年八月十五日賜電敬悉，今派今井副總參謀長、橋島參謀二人，率同隨員三人，準於本月十八日乘機飛至杭州等候尊命，再起飛玉山，敝處使用雙引擎發動機一架，並無特殊標識，並請咨照玉山飛機場派員接見，仰賴照料為感。
駐華日軍最高指揮官岡村寧次印」:235-236
1945年9月9日，南京舉行受降典禮:166-167，岡村寧次代表日本政府簽署降書:166-167，岡村寧次的佩刀由何應欽將軍接收:167，目前收藏在中華民國國軍歷史文物館。此刀材質為手工鍛造鋼，刀柄刀身共刻有5頭獅子。
使岡村寧次不能忘懷的是，本來預先定他們進場時應向全體敬禮，何應欽等不必還禮：可是最後他在投降文件上蓋章而由小林參謀總長呈獻何應欽時，何應欽卻站起來給他回禮:167。
按盟軍統帥麥克阿瑟指示，日本部隊除中國東北外，中國大陸及台灣、北緯16度北越南境所有日軍，必須立即向中國軍事委員會及其代表投降。對此，岡村寧次表示絕對服從，中共則以中國解放區名義致牒英、美、蘇駐華大使，強調國民政府無法代表中國接受日、偽軍受降，唯有延安總部才有權代表參加受降工作。接著，朱德致電岡村寧次要求日軍分別向華北、華東、華中、華南的中共將領投降，但最終遭到日軍拒絕，盟國則完全不予理會。除熱河、察哈爾之張家口、山海關等6都市由蘇聯軍所佔據轉交給中共外，其餘重要都市多未進入和平狀態。中共要求日、偽軍受降未果，便開始包圍襲擊山西、河北、河南等地的日軍及其技術人員；日方依上級指示，在完成向國民政府受降接防前堅守各防區，被迫反擊。日本投降後岡村寧次拒絕遵從中共的指示，導致中共部隊搶奪戰略位置時造成死傷，被中共視為重要戰犯之一:848:218-222。
1945年9月10日清晨，何應欽召岡村寧次去見他:167-168。岡村寧次不敢怠慢，立刻前去，衹帶一名參謀，當場被任命為中國戰區日本官兵善後連絡部長官:204。中國政府派令岡村寧次為中國戰區日本官兵善後連絡部長官，把日本全軍及僑民的遣返事務委任岡村寧次來辦理:168。
1945年9月12日至1948年3月底，“联络班长”冈村宁次被國民政府软禁在南京。1947年4月30日，新聞局舉行首次記者招待會，局長董顯光在回答記者時稱：「岡村寧次係日軍投降及遣送事宜之聯絡班班長，其工作尚未完畢；至於本身戰罪部分，尚待將來決定。」:83441948年3月底被送往上海候审。同年8月中旬被正式送进上海战犯监狱，但不久以“保外就医”名义在上海黄渡路秘密住所被监视居住。

### 回國及去世
1949年1月26日，中华民国政府军事法庭在上海宣布其“无罪”释放，判決全文如下：

國防部審判戰犯軍事法庭判決  三十七年度戰審字第二十八號
公訴人  本庭檢察官
被告  岡村寧次，男，年六十六，日本東京人，前日本駐華派遣軍總司令官，陸軍大將。
指定辯護人
  
江一平律師

楊鵬律師

錢龍生律師
右被告因戰犯案件，經本庭檢察官起訴，本庭判決如左：
主文
岡村寧次：無罪。
理由

按戰爭罪犯之成立，係以在作戰其間，肆施屠殺強姦搶劫等暴行，或違反國際公約，計劃陰謀發動或支持侵略戰爭為要件，並非一經參加作戰，即應認為戰犯，此觀於國際公法及我國戰爭罪犯審判條例第二、第三各條之規定，至為明顯。本案被告於三十三年（1944年）十一月二十六日，受日軍統帥之命，充任中國派遣軍總司令官，所有長沙徐州大會戰日軍之暴行，以及酒井隆在港粵，松井石根、谷壽夫等在南京之大屠殺，均係發生在被告任期之前，原與被告無涉（酒井隆、谷壽夫業經本處判處死刑，松井石根經東京遠東國際軍事法庭判處死刑，先後執行在案）。且當時盟軍已在歐洲諾曼第及太平洋塞班島先後登陸，軸心既形瓦解，日軍陷於孤立，故自被告受命之日，以迄日本投降時止，閱時八月，所有散駐我國各地之日軍，多因鬥志消沉，鮮有進展，迨日本政府正式宣告投降，該被告乃息戈就範，率百萬大軍聽命納降，迹其所為，既無上述之屠殺強姦搶劫，或計劃陰謀發動或支持侵略戰爭等罪行，自不能僅因其身份係敵軍總司令官，遽以戰犯罪相繩，至在被告任期內，雖駐紮江西蓮花、湖南邵陽、浙江永嘉等縣日軍，尚有零星暴行發生，然此應由行為人及各該轄區之直接監督長官落合甚九郎、菱田元四郎等負責，該落合甚九郎等業經本庭判處罪刑，奉准執行在案。此項散處各地之偶發事件，既不能證明被告有犯意之聯絡，自亦不能使負共犯之責。

綜上論述，被告既無觸犯戰規，或其他違反國際公法之行為，依法應予諭知無罪，以期平允。

據上論結，應依戰爭罪犯審判條例第一條第一項，刑事訴訟法第三百九十三條第一項，判決如主文。

本案經本庭檢察官施泳蒞庭執行職務。

中華民國三十八年（1949年）一月二十六日
國防部審判戰犯軍事法庭

審判長 石美瑜

審判官 陸超

審判官 林健鵬

審判官 葉在增

審判官 張體坤

軍事法庭採合議制，五位法官中三位在判決書上簽字，庭長石美瑜拒絕在判決書上簽字。後來中華民國政府代總統李宗仁下令重新逮捕冈村宁次，但最終冈村宁次還是被中華民國政府釋放回日本。
返國初期，一直避免公開發表一切有關國際政治或某一個人的談話:204。1955年，担任日本军人组织“战友联盟”副会长，后任“乡友联盟”会长、名誉会长。1966年死于东京。

## 白團
中華民國方面稱岡村寧次在1949年招募日軍軍官成立白團，1950年白團成員在「革命實踐研究院軍官訓練團」（後來改稱「實踐學社」）擔任教官。中華人民共和國方面則聲稱岡村寧次1950年被聘为中国国民党中央常务委员会“军事实践研究院”高级教官。

## 未被判死刑的相關傳聞
中共方面的觀點認為他在日軍投降後的合作態度與抗日戰爭期間對華北中國共產黨的清剿成果，使得蔣介石對其身為中國戰區最高負責人的戰爭責任並未加以追究:28-30，使得蔣介石對其身為中國戰區最高負責人的戰爭責任並未加以追究:171。

## 著文
- 何應欽認為岡村寧次過去打仗對手是中國，所以叫岡村寧次批判中國軍隊。岡村寧次答應，如果對外不發表，他可以做，因其內容一經發表，他必被殺害；於是以鏖戰八年的中國軍為對象，以其缺點為主，寫了一篇「從敵陣看到的中國軍」[39]:171。
- 《冈村宁次大将资料(上)》（战场回想篇）1970，中文版《冈村宁次回忆录》1981中华书局